# Joanne Koenders
Joanne Koenders (Arnhem, 28 februari 1997) is een Nederlandse waterpolokeeper. Koenders komt sinds 2016 uit voor Polar Bears en speelde eerder voor ENC Arnhem.
Met Polar Bears behaalde Koenders in 2018 de Nederlandse landstitel en won in 2019 de KNZB beker.
Koenders werd in 2017 voor het eerst geselecteerd voor de Nederlandse waterpoloploeg, en maakte ook deel uit van de Nederlandse selectie voor de Wereldkampioenschappen van 2019.